# Список лунных кратеров, Ю
| Кратер      | Латинское название | Диаметр  | Эпоним                         | Год утверждения МАС |
| ----------- | ------------------ | -------- | ------------------------------ | ------------------- |
| Юлий Цезарь | Julius Caesar      | 84,72 км | Гай Юлий Цезарь (ок.102-44 BC) | 1935                |
| Юм          | Hume               | 22,3 км  | Дэвид Юм (1711—1776)           | 1976                |
| Юнг         | Young              | 71,44 км | Томас Юнг (1773—1829)          | 1935                |
| Юри         | Urey               | 39,29 км | Гарольд Юри (1893—1981)        | 1985                |